# Tetramesa longula
Tetramesa longula är en stekelart som först beskrevs av Johan Wilhelm Dalman 1820.  Tetramesa longula ingår i släktet Tetramesa och familjen kragglanssteklar. Arten är reproducerande i Sverige. Inga underarter finns listade i Catalogue of Life.